# Podosphaeraster somnambulator
Podosphaeraster somnambulator är en sjöstjärneart som beskrevs av McKnight 2006. Podosphaeraster somnambulator ingår i släktet Podosphaeraster och familjen Podosphaerasteridae. Inga underarter finns listade i Catalogue of Life.